# Depresión tropical Diez (2005)
La depresión tropical Diez fue el décimo ciclón tropical que se desarrolló durante la temporada de huracanes en el Atlántico de 2005, la cual batió el récord de actividad hasta aquel momento. Se formó el 13 de agosto al desarrollarse una onda tropical que, el 8 de agosto, emergió de la costa oeste de África. Como consecuencia de la fuerte cizalladura, la depresión se mantuvo débil y no consiguió reforzarse más allá del estatus de depresión tropical. El ciclón se disipó el 14 de agosto, aunque sus restos contribuyeron parcialmente a la formación de la depresión tropical Doce, que finalmente se intensificó convirtiéndose en el devastador huracán Katrina que alcanzó la categoría 5. El ciclón no ocasionó directamente ningún efecto, ninguna víctima mortal ni daño.

## Historia meteorológica
El 8 de agosto, una onda tropical emergió de la costa oeste de África y entró en el océano Atlántico, avanzando en dirección oeste, el 11 de agosto la depresión comenzaba a presentar signos de organización de convección. El sistema siguió desarrollándose y el 13 de agosto, a las 12:00 UTC, se formó la depresión tropical Diez. En aquel momento, estaba situada aproximadamente a 2600 km al este de Barbados. En el momento de su designación, la depresión consistía en una gran área de actividad tormentosa, con elementos de bandas curvadas y una emanación en expansión. Sin embargo, se preveía que las condiciones ambientales pronto serían desfavorables. La depresión se movió de forma errática y lenta hacia el oeste, con cizalladura en todas las intensificaciones significativas. A final  del 13 de agosto, según comunicó un informe del Centro Nacional de Huracanes, «empezó a parecer un Huracán Irene-junior a medida que experimentaba una cizalladura de tipo medio en dirección al suroeste, por debajo de un patrón de emanación superior de modo favorable». Se esperaba que la cizalladura del viento remitiera durante las 48 horas siguientes, haciendo que algunos modelos de previsión sugiriesen que la depresión acabaría alcanzando el estatus de huracán.

La depresión tropical Diez el 13 de agosto.

El 14 de agosto, la cizalladura ya había conseguido perturbar el desarrollo de la tormenta, dejando el centro de circulación expuesto en el área de convección que también se estaba deteriorando. Después de serpentear, la tormenta comenzó a desplazarse en dirección oeste. Los meteorólogos pronosticaban que volvería a avanzar en dirección noroeste a causa del anticiclón del sur de las Bermudas que se debilitaba y a otro anticiclón que esperaban que se formara al suroeste de las Azores. A las 18:00 UTC del 14 de agosto, la fuerte cizalladura había debilitado tanto la tormenta que ya no cumplía los criterios de un ciclón tropical. Degeneró en un remanente en forma de baja que hizo que el Centro Nacional de Huracanes emitiese el aviso consultivo final del ciclón. Avanzó en dirección oeste, y ocasionalmente aún produjo estallidos de actividad conectiva hasta que se disipó el 18 de agosto.
La depresión tropical Twelve se formaba en el sudeste de las Bahamas a las 21:00 UTC del 23 de agosto, producto parcial de los restos de la depresión tropical Diez. Aunque la normativa estándar en el Atlántico indica que se debe mantener la numeración original en el caso de que las depresiones tropicales se regeneren, las imágenes de satélite indicaron que una segunda onda tropical se había combinado con la depresión tropical Diez en Puerto Rico formando una nueva más compleja. En un nuevo análisis se descubrió que la circulación baja de la depresión tropical Diez se había separado y disipado completamente, sólo la circulación media restante continuó moviéndose y se fusionó con la segunda onda tropical. En consecuencia, no cumplía los criterios necesarios para mantener el mismo nombre e identidad. La depresión tropical Twelve más adelante se convertiría en el Huracán Katrina.

## Impacto
Como la depresión tropical Diez nunca llegó a tocar tierra en forma de ciclón tropical, no fue necesario emitir ninguna alerta ciclónica en ninguna región terrestre. No fue reportado ningún efecto, daño o muerte, como tampoco se reportó que algún barco sufriera dificultades como producto de la fuerza del viento. El sistema no alcanzó el estatus de tormenta tropical y por ello, el Centro Nacional de Huracanes no le asignó un nombre. La tormenta contribuyó parcialmente a la formación del devastador Huracán Katrina que alcanzaría la categoría 5 en la escala de Saffir-Simpson y que recaló sobre Luisiana, causando daños de carácter catastrófico. Katrina fue el huracán más costoso, (unos 6 millones de dólares USA)  así como uno de los cinco más mortíferos, en la historia de Estados Unidos.